# Azucena
Azucena este un film românesc din 2005 regizat de Mircea Mureșan. Rolurile principale au fost interpretate de actorii Olimpia Olari, Alin Panc, Nicoleta Luciu.

## Distribuție
- Ștefan Sileanu — Covaci
- Alexandru Bindea — Majurul
- Diana Munteanu — Pușa
- Șerban Ionescu — Vaniușa
- Alin Panc — Matei
- Olimpia Olari — Azucena
- Florian Ghimpu — Cornel
- Gavril Pătru — Bosul
- Valentin Teodosiu — Haidamac
- Emanuel Pârvu
- Cesonia Postelnicu — Maia
- Nicoleta Luciu — Dolly
- Daniel Vișan — cascador

## Primire
Filmul a fost vizionat de 556 de spectatori în cinematografele din România, după cum atestă o situație a numărului de spectatori înregistrat de filmele românești de la data premierei și până la data de 31 decembrie 2014 alcătuită de Centrul Național al Cinematografiei.